# I Am the Femme Fatale
I Am the Femme Fatale (englisch/französisch für „Ich bin die verhängnisvolle Frau“) ist eine US-amerikanische Dokumentation über Britney Spears die 2011 produziert und auf dem Fernsehsender MTV ausgestrahlt wurde.

## Handlung
Die Dokumentation begleitet Spears bei der Arbeit an ihrem siebten Studioalbum Femme Fatale, so unter anderem im Tonstudio mit dem Sänger will.i.am oder bei den Aufnahmen zu ihrem Video Till the World Ends. Ebenfalls begleitet die Dokumentation Spears zu ihrem ersten Auftritt und somit ihrem Bühnen-Comeback im Palms Casino Resort am Las Vegas Strip. Während der Dokumentation verriet sie, dass im Tonstudio Vanillekerzen stehen müssen, damit sie sich wohl fühlt. Wenige Wochen nach der Ausstrahlung gab es im offiziellen Online-Shop Vanillekerzen mit dem Schriftzug Britney Spears Vanilla Flame für 72 Stunden zu kaufen.
Über Twitter veröffentlichte Spears einige Tage vor der Ausstrahlung einen Trailer und gab den endgültigen Ausstrahlungstermin bekannt.